# Elezione del Presidente della Commissione di Difesa Nazionale in Corea del Nord del 2003
L'elezione della Commissione di Difesa Nazionale della Repubblica Popolare Democratica di Corea del 2003 avvenne il 3 settembre ad opera della XI Assemblea Popolare Suprema. 
Kim Jong-il e Jo Myong-rok furono riconfermati, rispettivamente, Presidente e Primo Vicepresidente.